# Канада на летних Олимпийских играх 1996
На Летних Олимпийских играх 1996 года Канаду представляло 303 спортсмена (152 мужчины и 151 женщина), выступивших в 25 видах спорта. Они завоевали 3 золотых, 11 серебряных и 8 бронзовых медалей, что вывело канадскую сборную на 21-е место в неофициальном командном зачёте.

## Медалисты
| Медаль  | Спортсмен                                             | Вид спорта                  | Дисциплина                             |
| ------- | ----------------------------------------------------- | --------------------------- | -------------------------------------- |
| Золото  | Донован Бейли                                         | Лёгкая атлетика             | Мужчины, 100 м                         |
| Золото  | Роберт Эсми Гленрой Гилберт Бруни Сурин Донован Бейли | Лёгкая атлетика             | Мужчины, эстафета 4 x 100 м            |
| Золото  | Марни Макбин Кэтлин Хеддл                             | Академическая гребля        | Женщины, двойки парные                 |
| Серебро | Дэвид Дефиагбон                                       | Бокс                        | Мужчины, до 91 кг                      |
| Серебро | Каролин Брюне                                         | Гребля на байдарках и каноэ | Женщины, байдарка-одиночка, 500 м      |
| Серебро | Брайан Уолтон                                         | Велоспорт                   | Мужчины, индивидуальная гонка по очкам |
| Серебро | Элисон Сайдор                                         | Велоспорт                   | Женщины, маунтинбайк                   |
| Серебро | Силкен Лауман                                         | Академическая гребля        | Женщины, двойки парные                 |
| Серебро | Команда                                               | Академическая гребля        | Женщины, восьмёрки                     |
| Серебро | Марианне Лимперт                                      | Плавание                    | Женщины, 200 м комплексным плаванием   |
| Серебро | Команда                                               | Синхронное плавание         | Женщины, командное первенство          |
| Серебро | Гиви Сисаури                                          | Вольная борьба              | Мужчины, до 57 кг                      |
| Бронза  | Кёртис Харнетт                                        | Велоспорт                   | Мужчины, спринт                        |
| Бронза  | Клара Хьюз                                            | Велоспорт                   | Женщины, групповая гонка 104 км        |
| Бронза  | Клара Хьюз                                            | Велоспорт                   | Женщины, индивидуальная гонка 31,2 км  |
| Бронза  | Анни Пеллетье                                         | Прыжки в воду               | Женщины, трамплин 3 м                  |
| Бронза  | Команда                                               | Академическая гребля        | Женщины, четвёрка парная               |
| Бронза  | Кёртис Майден                                         | Плавание                    | Мужчины, 200 м комплексным плаванием   |
| Бронза  | Кёртис Майден                                         | Плавание                    | Мужчины, 400 м комплексным плаванием   |
| Бронза  | Джон Чайлд Марк Хиз                                   | Пляжный волейбол            | Мужчины                                |

## Результаты соревнований

### Академическая гребля
В следующий раунд из каждого заезда проходили несколько лучших экипажей (в зависимости от дисциплины). В финал A выходили 6 сильнейших экипажей, остальные разыгрывали места в утешительных финалах B-D.
Мужчины
| Соревнование | Спортсмены   | Предварительный заезд | Предварительный заезд | Предварительный заезд | Отборочный заезд | Отборочный заезд | Отборочный заезд | Полуфинал     | Полуфинал     | Полуфинал     | Финал   | Финал   | Итоговое место |
| Соревнование | Спортсмены   | Заезд                 | Время                 | Место                 | Заезд            | Время            | Место            | Заезд         | Время         | Место         | Время   | Место   | Итоговое место |
| ------------ | ------------ | --------------------- | --------------------- | --------------------- | ---------------- | ---------------- | ---------------- | ------------- | ------------- | ------------- | ------- | ------- | -------------- |
| одиночки     | Дерек Портер | 2                     | 7:31,75               | 1 Q                   | Не участвовал    | Не участвовал    | Не участвовал    | Полуфинал A/B | Полуфинал A/B | Полуфинал A/B | Финал A | Финал A | 2              |
| одиночки     | Дерек Портер | 2                     | 7:31,75               | 1 Q                   | Не участвовал    | Не участвовал    | Не участвовал    | 1             | 7:14,91       | 2 QA          | 6:47,45 | 2       | 2              |

### Водные виды спорта

#### Прыжки в воду
По итогам предварительных 6 прыжков в полуфинал проходило 18 спортсменов. Далее прыгуны выполняли по 5 прыжков из обязательной программы, результаты которых суммировались с результатами предварительных прыжков. По общей сумме баллов определялись финалисты соревнований. Финальный раунд, состоящий из 6 прыжков, спортсмены начинали с результатом, полученным в полуфинале.
Мужчины
| Соревнование      | Спортсмены    | Предварительный раунд | Предварительный раунд | Полуфинал            | Полуфинал            | Сумма                | Сумма                | Финал                | Финал                | Итог                 | Итог                 |
| Соревнование      | Спортсмены    | Результат             | Место                 | Результат            | Место                | Результат            | Место                | Результат            | Место                | Результат            | Место                |
| ----------------- | ------------- | --------------------- | --------------------- | -------------------- | -------------------- | -------------------- | -------------------- | -------------------- | -------------------- | -------------------- | -------------------- |
| трамплин, 3 метра | Филипп Комтуа | 357,75                | 14 Q                  | 193,53               | 18                   | 551,28               | 16                   | Завершил выступление | Завершил выступление | Завершил выступление | Завершил выступление |
| трамплин, 3 метра | Дэвид Бедар   | 342,33                | 19                    | Завершил выступление | Завершил выступление | Завершил выступление | Завершил выступление | Завершил выступление | Завершил выступление | Завершил выступление | Завершил выступление |

Женщины
| Соревнование      | Спортсмены    | Предварительный раунд | Предварительный раунд | Полуфинал             | Полуфинал             | Сумма                 | Сумма                 | Финал                 | Финал                 | Итог                  | Итог                  |
| Соревнование      | Спортсмены    | Результат             | Место                 | Результат             | Место                 | Результат             | Место                 | Результат             | Место                 | Результат             | Место                 |
| ----------------- | ------------- | --------------------- | --------------------- | --------------------- | --------------------- | --------------------- | --------------------- | --------------------- | --------------------- | --------------------- | --------------------- |
| трамплин, 3 метра | Анни Пеллетье | 236,58                | 17 Q                  | 218,76                | 5                     | 455,34                | 12 Q                  | 290,88                | 5                     | 509,64                | 3                     |
| трамплин, 3 метра | Эрин Балмер   | 226,74                | 21                    | Завершила выступление | Завершила выступление | Завершила выступление | Завершила выступление | Завершила выступление | Завершила выступление | Завершила выступление | Завершила выступление |